# Ligue adriatique de basket-ball D2 2019-2020
Navigation
2018-2019
| \| Belgrade Čačak Cetinje Domžale Novi Pazar Nikšić Rogaška Slatina Sarajevo Široki Brijeg Skopje Split \| Localisation des clubs engagés dans le championnat. |
| Belgrade Čačak Cetinje Domžale Novi Pazar Nikšić Rogaška Slatina Sarajevo Široki Brijeg Skopje Split                                                           |

L'ABA Liga 2 2019-2020 est la 3e édition de la ligue adriatique de basket-ball D2. La compétition rassemble, cette année, les 12 meilleurs clubs de basket-ball de 2e division de l'ex-Yougoslavie.
Lors de la phase régulière, les 12 équipes engagées s'affrontent toutes en une série de 22 journées. Les quatre meilleures disputent des playoffs sous forme de demi-finales au meilleur des 3 matchs suivi d'une finale au meilleur des 5 matchs.

## Formule de la compétition
Douze équipes s'affrontent lors de la saison régulière sous forme de matches aller-retour. Chaque formation dispute vingt-deux rencontres, soit onze à domicile et onze à l'extérieur. À la fin de la saison, les quatre meilleures équipes sont qualifiées pour les playoffs. Le vainqueur des playoffs est qualifié en division supérieure, tandis que le finaliste dispute les playouts face à l'avant-dernier de l'ABA Liga.
Les playoffs se déroulent en deux tours : demi-finales et finale.
Les demi-finales se déroulent au meilleur des trois manches. La première rencontre se joue chez l'équipe la mieux classée lors de la saison régulière, puis la seconde chez l'équipe la moins bien classée lors de la saison régulière, et l'éventuelle troisième à nouveau chez l'équipe la mieux classée. Si une équipe atteint les deux victoires avant le match 3, ce dernier n'est pas disputé.
La finale se déroule quant à elle au meilleur des cinq manches. La première rencontre se joue chez l'équipe la mieux classée lors de la saison régulière. Si une équipe atteint les trois victoires avant les matchs 4 ou 5, ces derniers ne sont pas disputés.
Les playouts se déroulent en un tour.
Les barrages se déroulent au meilleur des trois manches. La première rencontre se joue chez l'équipe de première division, puis la seconde chez l'équipe de deuxième division, et l'éventuelle troisième à nouveau chez l'équipe de première division. Si une équipe atteint les deux victoires avant le match 3, ce dernier n'est pas disputé.

## Clubs engagés

### Participants et localisation
Un total de douze équipes participent au championnat dont onze de la saison passée auxquelles sera ajouté une équipe au travers d'une wildcard.
Légende des couleurs
- Vice-champion en titre
- Wildcard

| Club                | Classement 2018-2019 | Entraîneur       | Depuis | Salle                            | Capacité théorique | Ville           |
| ------------------- | -------------------- | ---------------- | ------ | -------------------------------- | ------------------ | --------------- |
| MZT Skopje Aerodrom | 2e                   | Đorđi Kočov      | 2018   | Sportski centar Jane Sandanski   | 7 500              | Skopje          |
| Spars               | 3e                   | Marko Trbić      | 2010   | Sportska dvorana Grbavica        | 5 616              | Sarajevo        |
| Borac               | 4e                   | Marko Marinović  | 2019   | Dvorana Borac                    | 4 000              | Čačak           |
| Dynamic VIP PAY     | 5e                   | Mirsad Alilović  | 2019   | Hala sportova Ranko Žeravica     | 5 000              | Belgrade        |
| Sutjeska            | 6e                   | Zoran Glomazić   | 2019   | Dvorana sportskog centra Nikšić  | 4 000              | Nikšić          |
| Lovćen 1947 Cetinje | 7e                   | Miodrag Kadija   | 2018   | Sportski centar Lovćen Cetinje   | 1 500              | Cetinje         |
| Split               | 8e                   | Ante Grgurević   | 2019   | Mala dvorana KK Split            | 3 500              | Split           |
| Široki              | -                    | Danijel Jusup    | 2018   | Gradska športska dvorana Pecara  | 4 500              | Široki Brijeg   |
| Helios Suns Domžale | 10e                  | Dejan Jakara     | 2018   | Športna dvorana Domžale          | 2 500              | Domžale         |
| Rogaška             | 11e                  | Damjan Novaković | 2013   | Športna dvorana Rogaška Slatina  | 1 100              | Rogaška Slatina |
| Novi Pazar          | -                    | Oliver Popović   | 2018   | Sajamsko sportska dvorana Pendik | 1 600              | Novi Pazar      |
|                     | WC                   |                  |        |                                  |                    |                 |

### Changements d'entraîneur
| Club            | Entraîneur partant | Motif            | Date de départ | Position   | Entraîneur arrivant | Date d'arrivée |
| --------------- | ------------------ | ---------------- | -------------- | ---------- | ------------------- | -------------- |
| Dynamic VIP PAY | Vladimir Đokić     | Licenciement     | 10 avril 2019  | Pré-saison | Mirsad Alilović     | 10 avril 2019  |
| Borac           | Jovica Arsić       | Fin de l'intérim | 29 juin 2019   | Pré-saison | Marko Marinović     | 29 juin 2019   |

## Saison régulière

### Classement
| Rang | Équipe              | Pts | J | G | P | Pp | Pc | Diff |
| ---- | ------------------- | --- | - | - | - | -- | -- | ---- |
| 1    | Borac               | 0   | 0 | 0 | 0 | 0  | 0  |      |
| 2    | Dynamic VIP PAY     | 0   | 0 | 0 | 0 | 0  | 0  |      |
| 3    | Helios Suns Domžale | 0   | 0 | 0 | 0 | 0  | 0  |      |
| 4    | Lovćen 1947 Cetinje | 0   | 0 | 0 | 0 | 0  | 0  |      |
| 5    | MZT Skopje Aerodrom | 0   | 0 | 0 | 0 | 0  | 0  |      |
| 6    | Novi Pazar          | 0   | 0 | 0 | 0 | 0  | 0  |      |
| 7    | Rogaška             | 0   | 0 | 0 | 0 | 0  | 0  |      |
| 8    | Spars               | 0   | 0 | 0 | 0 | 0  | 0  |      |
| 9    | Split               | 0   | 0 | 0 | 0 | 0  | 0  |      |
| 10   | Sutjeska            | 0   | 0 | 0 | 0 | 0  | 0  |      |
| 11   | Široki              | 0   | 0 | 0 | 0 | 0  | 0  |      |
| 12   |                     | 0   | 0 | 0 | 0 | 0  | 0  |      |

| Légende :                               |
| - Qualification pour les playoffs       |
| R : Relégué de l'ABA Liga 2018-2019     |
| F : Finaliste de l'ABA Liga 2 2018-2019 |
| 0                                       |
| Source: druga.aba-liga.com              |

### Évolution du classement
| Équipe / Journée    | 1     | 2 | 3 | 4 | 5 | 6 | 7 | 8 | 9 | 10 | 11 | 12 | 13 | 14 | 15 | 16 | 17 | 18 | 19 | 20 | 21 | 22 | En tête | Playoffs |
| ------------------- | ----- | - | - | - | - | - | - | - | - | -- | -- | -- | -- | -- | -- | -- | -- | -- | -- | -- | -- | -- | ------- | -------- |
| Équipe / Journée    | Borac |   |   |   |   |   |   |   |   |    |    |    |    |    |    |    |    |    |    |    |    |    |         |          |
| Dynamic VIP PAY     |       |   |   |   |   |   |   |   |   |    |    |    |    |    |    |    |    |    |    |    |    |    |         |          |
| Helios Suns Domžale |       |   |   |   |   |   |   |   |   |    |    |    |    |    |    |    |    |    |    |    |    |    |         |          |
| Lovćen 1947 Cetinje |       |   |   |   |   |   |   |   |   |    |    |    |    |    |    |    |    |    |    |    |    |    |         |          |
| MZT Skopje Aerodrom |       |   |   |   |   |   |   |   |   |    |    |    |    |    |    |    |    |    |    |    |    |    |         |          |
| Novi Pazar          |       |   |   |   |   |   |   |   |   |    |    |    |    |    |    |    |    |    |    |    |    |    |         |          |
| Rogaška             |       |   |   |   |   |   |   |   |   |    |    |    |    |    |    |    |    |    |    |    |    |    |         |          |
| Spars               |       |   |   |   |   |   |   |   |   |    |    |    |    |    |    |    |    |    |    |    |    |    |         |          |
| Split               |       |   |   |   |   |   |   |   |   |    |    |    |    |    |    |    |    |    |    |    |    |    |         |          |
| Sutjeska            |       |   |   |   |   |   |   |   |   |    |    |    |    |    |    |    |    |    |    |    |    |    |         |          |
| Široki              |       |   |   |   |   |   |   |   |   |    |    |    |    |    |    |    |    |    |    |    |    |    |         |          |
|                     |       |   |   |   |   |   |   |   |   |    |    |    |    |    |    |    |    |    |    |    |    |    |         |          |

### Matches de la saison régulière
| Résultats (dom.\ext.)                                              | BOR | DYN | HEL | LOV | MZT | NPZ | ROG | SPA | SPL | SUT | ŠIR |   |
| Borac                                                              |     | -   | -   | -   | -   | -   | -   | -   | -   | -   | -   | - |
| Dynamic VIP PAY                                                    | -   |     | -   | -   | -   | -   | -   | -   | -   | -   | -   | - |
| Helios Suns Domžale                                                | -   | -   |     | -   | -   | -   | -   | -   | -   | -   | -   | - |
| Lovćen 1947 Cetinje                                                | -   | -   | -   |     | -   | -   | -   | -   | -   | -   | -   | - |
| MZT Skopje Aerodrom                                                | -   | -   | -   | -   |     | -   | -   | -   | -   | -   | -   | - |
| Novi Pazar                                                         | -   | -   | -   | -   | -   |     | -   | -   | -   | -   | -   | - |
| Rogaška                                                            | -   | -   | -   | -   | -   | -   |     | -   | -   | -   | -   | - |
| Spars                                                              | -   | -   | -   | -   | -   | -   | -   |     | -   | -   | -   | - |
| Split                                                              | -   | -   | -   | -   | -   | -   | -   | -   |     | -   | -   | - |
| Sutjeska                                                           | -   | -   | -   | -   | -   | -   | -   | -   | -   |     | -   | - |
| Široki                                                             | -   | -   | -   | -   | -   | -   | -   | -   | -   | -   |     | - |
|                                                                    | -   | -   | -   | -   | -   | -   | -   | -   | -   | -   | -   |   |
| - Victoire à domicile - Victoire à l'extérieur - Match non disputé |     |     |     |     |     |     |     |     |     |     |     |   |

## Playoffs
|  | Demi-finales | Demi-finales | Demi-finales | Demi-finales | Demi-finales |  |  | Finale | Finale | Finale | Finale | Finale | Finale | Finale |  |  |  |  |  |  |  |
|  |              |              |              |              |              |  |  |        |        |        |        |        |        |        |  |  |  |  |  |  |  |
|  | 1            |              |              |              |              |  |  |        |        |        |        |        |        |        |  |  |  |  |  |  |  |
|  | 4            |              |              |              |              |  |  |        |        |        |        |        |        |        |  |  |  |  |  |  |  |
|  |              |              |              |              |              |  |  |        |        |        |        |        |        |        |  |  |  |  |  |  |  |
|  |              |              |              |              |              |  |  |        |        |        |        |        |        |        |  |  |  |  |  |  |  |
|  |              |              |              |              |              |  |  |        |        |        |        |        |        |        |  |  |  |  |  |  |  |
|  | 2            |              |              |              |              |  |  |        |        |        |        |        |        |        |  |  |  |  |  |  |  |
|  |              |              |              |              |              |  |  |        |        |        |        |        |        |        |  |  |  |  |  |  |  |
|  | 3            |              |              |              |              |  |  |        |        |        |        |        |        |        |  |  |  |  |  |  |  |

## Playouts
|  | Barrage de relégation |  |  |  |
|  |                       |  |  |  |
|  |                       |  |  |  |
|  |                       |  |  |  |

## Récompenses

### Récompenses de la saison
- Meilleur joueur :   ( )
- Meilleur joueur des playoffs :   ( )

### Trophées hebdomadaires

#### MVP par journée
| Journée | Joueur | Équipe | Évaluation |
| ------- | ------ | ------ | ---------- |
| 1       |        |        |            |
| 2       |        |        |            |
| 3       |        |        |            |
| 4       |        |        |            |
| 5       |        |        |            |
| 6       |        |        |            |
| 7       |        |        |            |
| 8       |        |        |            |
| 9       |        |        |            |
| 10      |        |        |            |
| 11      |        |        |            |
| 12      |        |        |            |
| 13      |        |        |            |
| 14      |        |        |            |
| 15      |        |        |            |
| 16      |        |        |            |
| 17      |        |        |            |
| 18      |        |        |            |
| 19      |        |        |            |
| 20      |        |        |            |
| 21      |        |        |            |
| 22      |        |        |            |

#### MVP par match des playoffs
| Journée | Joueur | Équipe | Évaluation |
| ------- | ------ | ------ | ---------- |
| 1       |        |        |            |
| 2       |        |        |            |
| 3       |        |        |            |
| 4       |        |        |            |
| 5       |        |        |            |
| 6       |        |        |            |
| 7       |        |        |            |
| 8       |        |        |            |

## Leaders statistiques de la saison régulière
| Joueur | Club | Moyenne |
| ------ | ---- | ------- |
|        |      |         |
|        |      |         |
|        |      |         |
|        |      |         |
|        |      |         |

| Joueurs | Club | Moyenne |
| ------- | ---- | ------- |
|         |      |         |
|         |      |         |
|         |      |         |
|         |      |         |
|         |      |         |

| Joueur | Club | Moyenne |
| ------ | ---- | ------- |
|        |      |         |
|        |      |         |
|        |      |         |
|        |      |         |
|        |      |         |

| Joueur | Club | Moyenne |
| ------ | ---- | ------- |
|        |      |         |
|        |      |         |
|        |      |         |
|        |      |         |
|        |      |         |

| Joueur | Club | Moyenne |
| ------ | ---- | ------- |
|        |      |         |
|        |      |         |
|        |      |         |
|        |      |         |
|        |      |         |